# Протон-сопряженный транспортер фолатов
Протон-сопряженный транспортер фолатов (PCFT) — транспортный белок, отвечающий за усвоение фолатов в кишечнике и перенос фолатов в центральную нервную систему через сосудистое сплетение. Представляет собой один из трех известных типов транспортеров фолатов\антифолатов в организме человека, наряду с переносчиками восстановленных фолатов и фолатными рецепторами (альфа и бета).
В организме человека PCFT кодируется геном SLC46A1, расположенным на 17-й хромосоме. При мутациях, нарушающих функционирование PCFT, развивается редкое заболевание — врожденная мальабсорбция фолатов, при которой у пациента обнаруживается как системная, так и церебральная фолатная недостаточность.